# Xã Palestine, Quận Story, Iowa
Xã Palestine (tiếng Anh: Palestine Township) là một xã thuộc quận Story, tiểu bang Iowa, Hoa Kỳ. Năm 2010, dân số của xã này là 5.793 người.